# Selena Royle
Selena Royle (New York, 6 de noviembre de 1904–Guadalajara, 23 de abril de 1983) fue una actriz estadounidense de teatro, radio, televisión y cine, y más tarde, escritora.

## Primeros años y carrera

### Actriz
Royle nació en la ciudad de Nueva York, hija del dramaturgo Edwin Milton Royle y de la actriz Selena Fetter (12 de abril de 1860 - 10 de mayo de 1955). Tenía una hermana mayor, Josephine Fetter Royle (1901–1992).
Su madre contó en un artículo de periódico que solía llevar a Selena con ella a sus ensayos y actuaciones. Una noche, Selena, que entonces tenía siete años, desapareció. Mientras la madre la buscaba frenéticamente, retrasando el segundo acto, el público se inquietó. La niña apareció por fin - había salido al escenario vestida con el traje de su madre para el segundo acto; hizo una reverencia, para diversión del público. Más tarde comentó, «Era la primera vez que salía al escenario, y me gustó tanto que me quedé».
Su padre escribió en 1921 la obra de Broadway Lancelot and Elaine, que les proporcionó a ella y a su hermana Josephine sus primeros papeles profesionales, como Ginebra y Elaine respectivamente. Con el tiempo, consiguió un papel por su cuenta en la producción del Theatre Guild de 1923 de Peer Gynt, con Joseph Schildkraut, y se convirtió en una respetada actriz de Broadway. En la década de 1930 rodó una película, Misleading Lady, pero por lo demás trabajó en teatro y radio.
Royle comenzó su carrera radiofónica en 1926 o 1927 y actuó «casi ininterrumpidamente desde entonces», según un artículo periodístico de 1939.
Su obra incluye el papel principal en Hilda Hope, M.D. También interpretó a Martha Jackson en Woman of Courage, Mrs. Allen en  Against the Storm, a Joan en The O'Neills,  y a Mrs. Gardner en Betty and Bob.
En la década de 1940, regresó al cine y tuvo una exitosa carrera, principalmente interpretando a personajes maternos como la desconsolada madre de The Fighting Sullivans (1944), madre de Jane Powell en la adaptación a la gran pantalla de A Date with Judy (1948) y la madre del personaje principal junto a Ingrid Bergman en Joan of Arc (1948).

### HUAC
Hizo varias apariciones en los primeros programas de televisión. Sin embargo, en 1951 se negó a declarar ante el Comité de Actividades Antiestadounidenses. Demandó a la Legión Estadounidense, que había publicado Red Channels, en la que aparecía su nombre, y ganó, pero su carrera como actriz terminó; su última película fue Murder Is My Beat (1955).

### Escritura
También escribió varios libros, entre ellos Guadalajara: as I Know It, Live It, Love It (del que se hicieron varias ediciones) y un par de libros de cocina, y algunos artículos de revistas. Fue editora de radio de la publicación periódica neoyorquina Swank.

## Vida personal y muerte
A principios de la Depresión, Selena Royle y Elizabeth Beatty fundaron el Actors Free Dinner Club en la Union Church de la West 48th Street. Se organizó de forma que no se distinguiera entre los que acudían como voluntarios y los que lo hacían por necesidad.[cita requerida]
Su primer marido fue Earle Larrimore, primo de la actriz Laura Hope Crews. Se casaron en 1932 y se divorciaron en 1942. Estuvo casada con el actor Georges Renavent desde 1948 hasta su muerte en 1969.
Royle murió en Guadalajara, Jalisco, México, el 23 de abril de 1983, a los 78 años.

## Filmografía completa
| - The Misleading Lady (1932) - Alice Connell - Stage Door Canteen (1943) - Selena Royle - The Fighting Sullivans (1944) - Mrs. Alleta Sullivan - Mrs. Parkington (1944) - Mattie Trounson - Thirty Seconds Over Tokyo (1944) - Mrs. Reynolds - This Man's Navy (1945) - Maude Weaver - Main Street After Dark (1945) - 'Ma' Abby Dibson - The Harvey Girls (1946) - Miss Bliss - The Green Years (1946) - Mama Leckie - Night and Day (1946) - Kate Porter - Till the End of Time (1946) - Mrs. Kincheloe - Courage of Lassie (1946) - Mrs. Merrick - Gallant Journey (1946) - Mrs. Zachary Montgomery - No Leave, No Love (1946) - Mrs. Hanlon - The Romance of Rosy Ridge (1947) - Sairy MacBean - Cass Timberlane (1947) - Louise Wargate - You Were Meant for Me (1948) - Mrs. Cora Mayhew - Summer Holiday (1948) - Mrs. Essie Miller | - Smart Woman (1948) - Mrs. Wayne - A Date with Judy (1948) - Mrs. Dora Foster - Moonrise (1948) - Aunt Jessie - Joan of Arc (1948) - Isabelle d'Arc - Bad Boy (1949) - Jueza Florence Prentiss - My Dream Is Yours (1949) - Freda Hofer - You're My Everything (1949) - Mrs. Adams - The Heiress (1949) - Elizabeth Almond - The Damned Don't Cry (1950) - Patricia Longworth - The Big Hangover (1950) - Kate Mahoney - Branded (1950) - Mrs. Lavery - He Ran All the Way (1951) - Mrs. Dobbs - Come Fill the Cup (1951) - Mrs. Dolly Copeland - I Lift Up My Lamp (1952, Telefilme) - Miembro del elenco - Robot Monster (1953) - Madre - The Good Samaritan (1954, Telefilme) - Profesora de escuela - Murder Is My Beat (1955) - Beatrice Abbott |